# Торд Вікстен
Торд Вікстен  (швед. Tord Wiksten, 30 червня 1971) — шведський біатлоніст, олімпійський медаліст.

## Виступи на Олімпіадах
| Олімпіада           | Дисципліна                | Місце |
| ------------------- | ------------------------- | ----- |
| Альбервіль 1992     | спринт 10 км              | 48    |
| Альбервіль 1992     | естафета 4 х 7,5 км       | 3     |
| Нагано 1998         | естафета 4 х 7,5 км       | 10    |
| Солт-Лейк-Сіті 2002 | спринт 10 км              | 78    |
| Солт-Лейк-Сіті 2002 | індивідуальна гонка 20 км | 55    |
| Солт-Лейк-Сіті 2002 | естафета 4 х 7,5 км       | 14    |